# Metropolia Poitiers
Metropolia Poitiers – metropolia Kościoła rzymskokatolickiego we Francji. Powstała w 2002 roku. Obejmuje jedną archidiecezję i cztery diecezje. Najważniejszą świątynią jest Archikatedra w Poitiers. 
W skład metropolii wchodzą:
- archidiecezja Poitiers
- diecezja Angoulême
- diecezja La Rochelle
- diecezja Limoges
- diecezja Tulle